# Gato de pelo curto inglês
Gato de pelo curto inglês (em inglês:  British Shorthair) é uma raça de gatos de origem britânica. É mais conhecida por sua pelagem cinza e olhos cobres vibrantes. É provavelmente a mais antiga raça de gato, e uma das mais populares.

## História
O British Shorthair, também chamado de padrão britânico, é uma das raças de gatos mais antigas do mundo. 
Gatos do Egito, levados pelo Exército Romano para a Inglaterra por volta de 400 a.C, acasalaram com espécies nativas da região, produzindo posteriormente uma raça robusta e forte, que rapidamente se adaptaram à terra e ao clima. 
Como estão isolados do continente Europeu, a Grã-Bretanha passou a ter um tipo característico de gatos.

## Características

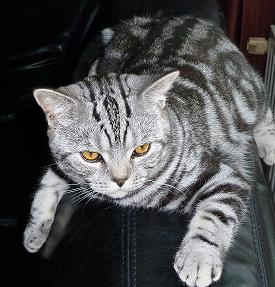
Outra coloração do Gato de pelo curto inglês

Por sua força física e a habilidade para caçar, eles serviam como excelentes controladores de ratos, protegendo celeiros e campos.
Por ser um companheiro excelente, de natureza resiliente, comportamento calmo e grande lealdade, rapidamente conquistou a admiração do homem, tornando-se um animal doméstico.
O gato de pelo curto inglês é uma raça de desenvolvimento lento, e as fêmeas devem ser menos robustas que os machos em todos os aspectos. O tamanho é de médio para grande, os olhos são grandes, redondos e bem abertos. Sua pelagem é curta, muito densa, rente ao corpo, e firme ao toque. Possuem varias cores, mas a mais conhecida é o azul (cinza).
Por sua inteligência, é uma das raças preferidas para filmes em Hollywood e comerciais de televisão. São excelentes companheiros para toda a família. São tímidos, amistosos e muito afetuosos. É um gato elegante, compacto, bem balanceado e forte, que prefere estar no chão, e não tem entre suas especialidades a velocidade, ou a agilidade. A cabeça é arredondada, com bom espaço entre as orelhas.
A raça também inspirou o Gato Risonho (O gato que ri) de Alice no País das Maravilhas, Lewis Carroll achava que o animal estava sempre sorrindo por causa do formato de sua boca.

## Galeria

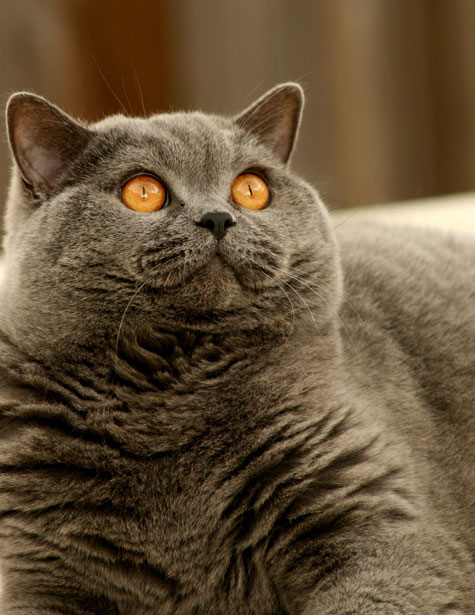
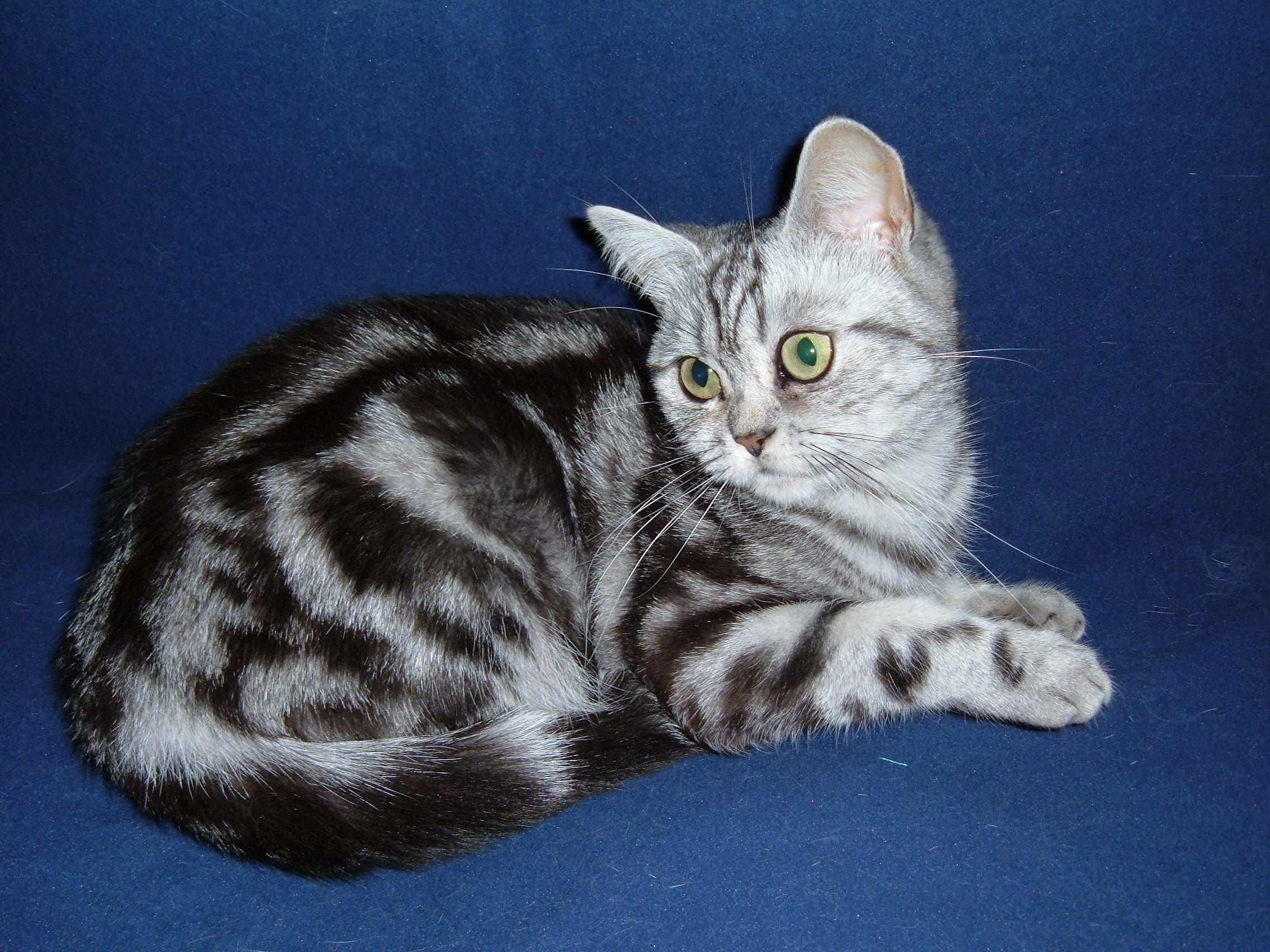
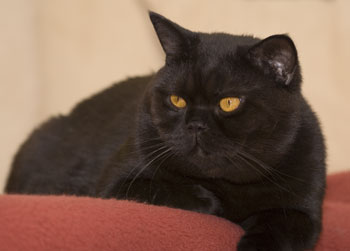
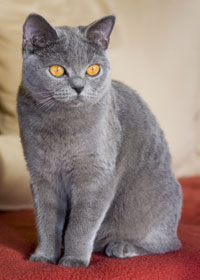
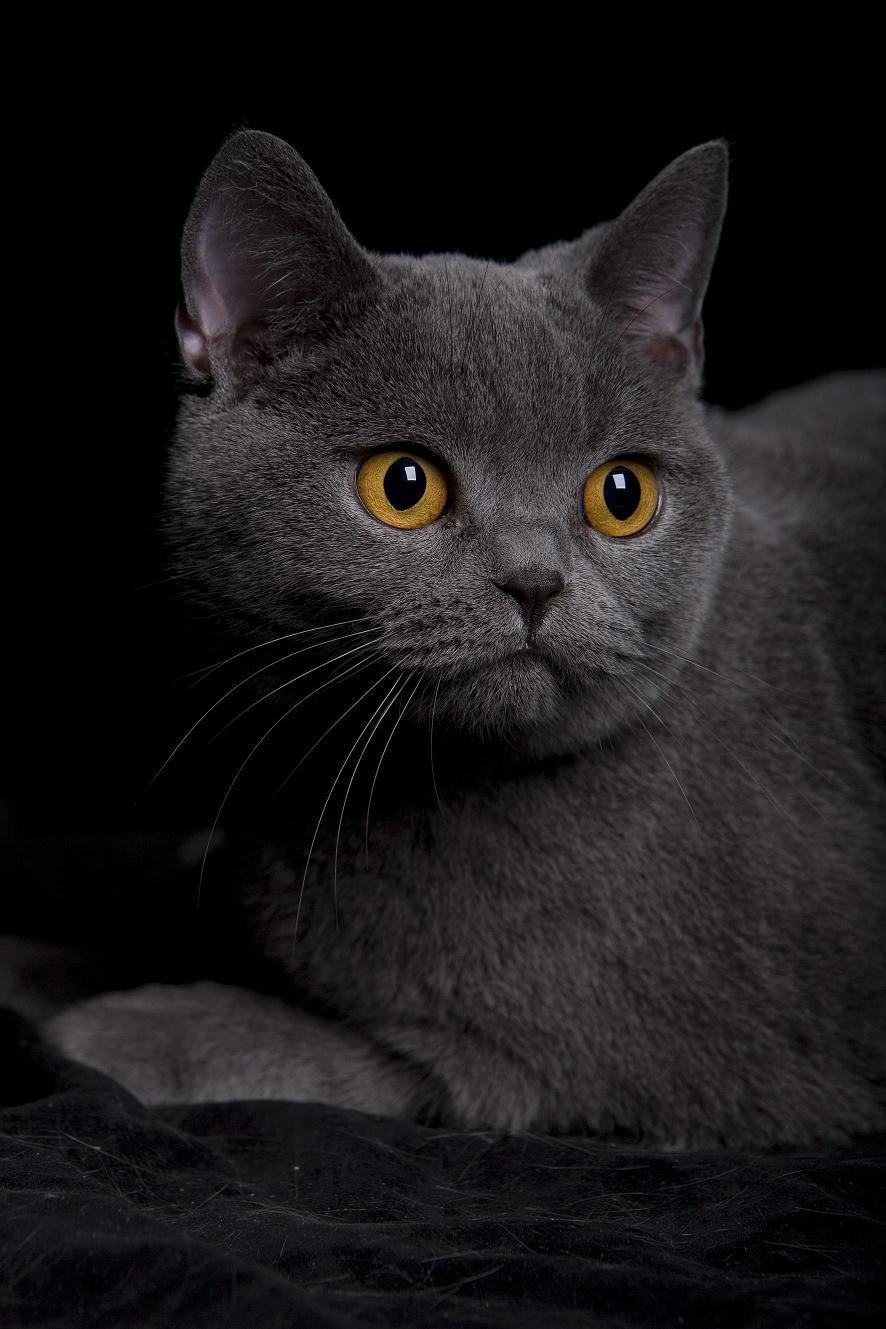
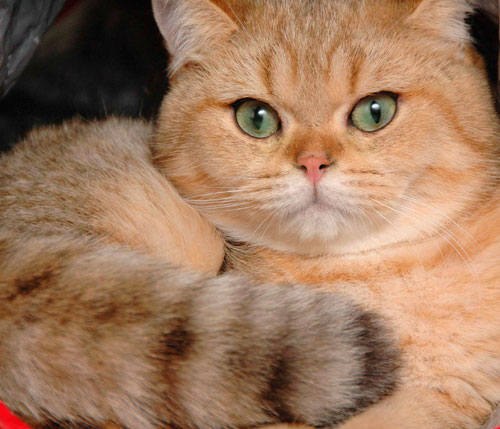
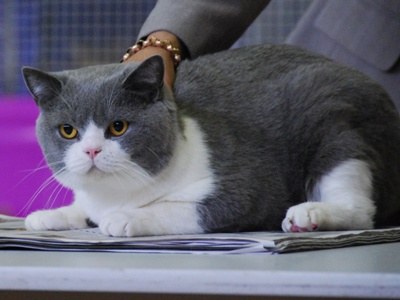
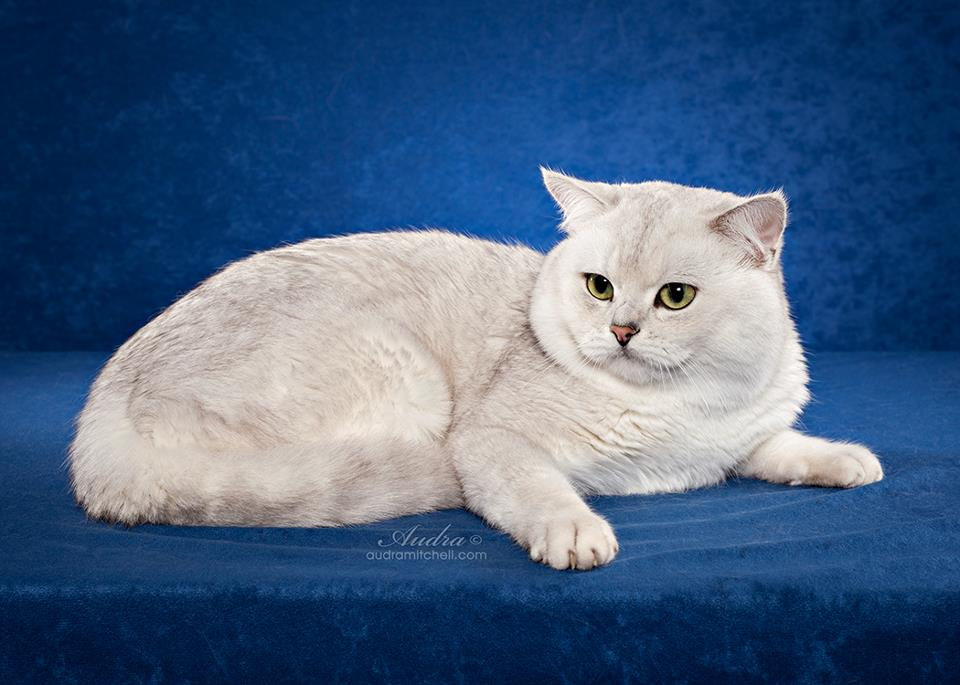

- british shorthair black golden shaded gatil mozziland portugal
- british shorthair black silver shaded gatil mozziland portugal